# Calliergis peruviana
Calliergis peruviana är en fjärilsart som beskrevs av George Francis Hampson 1914. Calliergis peruviana ingår i släktet Calliergis och familjen nattflyn. Inga underarter finns listade i Catalogue of Life.